# Prowincja Thừa Thiên-Huế
Thừa Thiên-Huế wymowaⓘ – prowincja Wietnamu, znajdująca się we wschodniej części kraju, w Regionie Wybrzeża Północno-Środkowego. Na zachodzie prowincja graniczy z Laosem.

## Podział administracyjny
W skład prowincji Thừa Thiên-Huế wchodzi osiem dystryktów oraz jedno miasto.
- Miasta:

1. Huế

- Dystrykty:

1. A Lưới
2. Hương Thủy
3. Hương Trà
4. Nam Đông
5. Phong Điền
6. Phú Lộc
7. Phú Vang
8. Quảng Điền